# Henri Rolin
Henri Marthe Sylvie Rolin, né le 3 mai 1891 à Gand, en Belgique, et mort le 20 avril 1973 à Paris, est un avocat, diplomate, sénateur, ministre, ministre d'État, juge puis président de la Cour européenne des droits de l'homme, président de l’Institut de droit international, professeur à l'Université Libre de Bruxelles et homme d'État belge. Il est aussi président du Sénat de Belgique du 11 novembre 1947 au 6 novembre 1949.

## Famille Rolin
La famille des Rolin (nl) de Belgique descend de Louis Rolin, « le bâtard d'Aymeries », fils de Nicolas Rolin (1376-1462), chancelier des ducs de Bourgogne.
C'est de cette famille entretemps établie à Gand et comptant de nombreux juristes que Henri Rolin est originaire.
Son grand-père était Hippolyte Rolin (1804-1888), un avocat. Il a notamment défendu les orangistes devant la Cour d'assises de Bruxelles. Il eut également une carrière politique: conseiller communal, échevin, président de l'Association libérale de Gand puis ministre des Travaux publics de 1848 à 1850. Il épousa la fille de Jean-Baptiste Hellebaut, professeur et avocat réputé. Le couple aura 18 enfants.
Son père, Albéric Rolin (1843-1937), était docteur en droit, il fut avocat et bâtonnier au barreau de Gand. Il enseigna également à l'Université de Gand. Il fut membre et président de l’Institut de droit international. Il publia plusieurs ouvrages sur le droit international et le droit moderne et la guerre.
Son oncle, Gustave Rolin-Jaequemyns (1835-1902), a créé l' Institut de droit international et la revue de droit international et de législation comparée. Il fut également membre de la Chambre des représentants et ministre de l'Intérieur.
Son cousin, Edouard Rolin-Jaequemyns (1863-1936, fils de Gustave Rolin-Jaequemyns), fut ministre de l'Intérieur, membre de la Cour permanente de justice internationale et président de l'Institut de droit international.
Henri est le sixième d'une famille de huit enfants. Ses frères et sœurs sont: Marguerite Rolin (1882-1968), Germaine Rolin (1883-1965), Hippolyte-Charles Rolin (1885-1914), Louis Rolin (1886-1915), Albéric Rolin (1888-1954), Gustave-Marc Rolin (1892-1918) et Lucie Rolin (1894-1921).
Leur mère, Sylvie Borreman (08/10/1853-29/12/1937), était une femme de caractère qui consacra sa vie à l'éducation de ses enfants. Elle leur inculqua notamment des valeurs comme la solidarité familiale et le sens du devoir. Ils reçurent une éducation chrétienne tout en appartenant à un milieu libéral, ce qui est rare à cette époque.

## Première Guerre mondiale
Les 5 frères s'engagent dans l'armée dès le début de la guerre. Trois d'entre eux vont mourir au combat : Hippolyte Rolin, (nl) lieutenant, décédé dès les premiers jours, Louis Rolin (nl), soldat, mort en 1915 et Gustave Rolin (nl), capitaine, grièvement blessé à la colonne vertébrale, et presque complètement paralysé. Henri qui appartient à la même unité que son frère depuis le début de l’année, veille sur lui mais son état s’aggrave et il meurt le 22 mai 1918.
Dans une lettre à ses parents, Henri écrit toute sa douleur avant de s’adresser directement à sa mère en disant « tu ne peux t’imaginer comme je l’ai aimé et admiré vraiment, vraiment autant que vous et autant que si j’avais été son père et sa mère ».
Le 10 novembre 1918, l’armée belge atteint l’Escaut, le lendemain une offensive est prévue. Rolin reçoit un approvisionnement d’obus toxique, son sang ne fait qu’un tour, il se rend chez son commandant, cet ordre est inexécutable pour lui. Pour son supérieur, un ordre est un ordre, et doit être exécuté. Rolin exige un ordre écrit du général qui en prendrait la responsabilité sans quoi il refuserait d’exécuter le tir. Le lendemain, 11 novembre, l’armistice est annoncé, ce qui rend le débat sans objet.
Rolin, blessé à trois reprises, termine commandant du 18e d’artillerie. On dit de lui qu’il se distingue par d’exceptionnelles « qualités d’intelligence et de courage » et est présenté comme un modèle de patriotisme. Il perd la foi mais reste marqué de spiritualité. La mort de ses frères, il l’estime arbitraire par rapport à sa survie.
Des hommages leur sont rendus, notamment avec la caserne d'artillerie Rolin (nl) à Bruxelles (détruite en 1993). Le titre de Baron est accordé au père par le Roi Albert en 1921. Après la Seconde Guerre mondiale, une promotion de l'école militaire portera le nom Rolin.
Dans une lettre adressée à sa sœur ainée Germaine, il dira combien il est fier du sang que ses parents lui ont donné. Il dira aussi être surpris et heureux par le cotoiement quotidien des gens que cette guerre a fait naître, malgré leurs classes différentes.

## Mariage
Le 19 mai 1925, il épousa Thérèse Lambiotte (1898-1988). Elle était la fille de Georges Lambiotte, fondateur, avec ses frères Ludolphe et Auguste, et directeur de l'usine Lambiotte de Prémery (Nièvre). Les Lambiotte possédaient plusieurs usines de carbonisation créées par leur père (grand-père de Thérèse) qu'ils dirigeaient en famille. Paul Hymans fut son témoin de mariage. Ils eurent cinq filles: Claude Rolin, Gabrielle Rolin, Cécile Rolin, Luce Rolin et Sylvie Rolin.

## Études et profession
Henri Rolin fait ses études à l'athénée de Gand puis à l'Université de Gand. Il obtient son doctorat en droit (ce qui correspond aujourd'hui à un master) le 20 octobre 1919. Son mémoire fut consacré à l'idée du droit dans le Contrat social de Jean-Jacques Rousseau. À noter que l'Université de Gand était francophone lorsque Rolin y a étudié, elle n'est devenue flamande que plus tard.
En 1919, après la guerre et avant l'obtention de son diplôme, il accompagne Paul Hymans à la conférence de Paris qui aboutit au Traité de Versailles. Il découvre avec amertume que tout est rapport de force et non mise en oeuvre des principes idéalistes qui l'animent. Inquiet des conditions imposées aux vaincus, il montre une grande lucidité en écrivant à son père "J'ai peur que cette paix ne consacre les droits des vainqueurs, et nous prépare ainsi une nouvelle dernière guerre". Il participe aux travaux préparant le Pacte de la Société des Nations. Comme souvent par la suite, il contribue dans l'ombre à la rédaction de textes que d'autres signeront dans la lumière. Un point important pour lui était la définition des règles de fonctionnement de la SDN. Il veut qu'elle demeure un instrument efficace, capable d'instaurer la paix. Encouragé par Paul Hymans, il fonde l'Union belge pour la défense de la société des nations.
Libéral progressiste au départ, il devient socialiste, un peu parce qu’on le sollicite mais aussi par fidélité à soi-même plutôt qu’à une organisation qui s’éloigne de ses conceptions politiques. Socialiste très modéré au départ, il se retrouvera à la fin de sa vie, mêlé à des causes plus radicales défendues surtout par les jeunes. Proche des idéaux humanistes et progressistes de la franc-maçonnerie belge de cette époque, Henri Rolin est membre du Grand Orient de Belgique aux côtés d'autres politiciens socialistes et libéraux tels qu'Emile Vandervelde,,.
En 1924, il participe activement à la préparation du Protocole de Genève, visant à instaurer l'arbitrage obligatoire des conflits par la SDN, voté le 2 Octobre 1924, mais qui ne fut pas mis en oeuvre, pour non ratification.
De 1925 à 1926, il est chef de cabinet du ministre des affaires étrangères, Emile Vandervelde (socialiste). A ce titre, il participe à l'élaboration du Pacte de Locarno, signé le 16 octobre 1925.
De 1932 à 1968, il sera sénateur coopté du Parti Ouvrier Belge (POB) et, plus tard, du Parti Socialiste Belge (PSB). 
Le 22 avril 1939, il devient membre de la Cour permanente d'arbitrage de La Haye.
Le 10 mai 1940, il rejoint l'armée et fait la campagne des 18 jours. Sous l'occupation, menacé d’arrestation par les Allemands, il part pour Londres en juillet 1941, et rejoint le gouvernement belge en exil, qui le nomme sous-secrétaire d’État à la défense nationale jusqu’en 1942. Par la suite, il aide aux affaires civiles qui préparaient l'arrivée des armées alliées et le retour du gouvernement en Belgique.
En juin 1945, il est délégué à la Conférence de San Francisco qui mène à la création des Nations Unies. Il est nommé président de la première commission (general provision) et à ce titre, coordonne la rédaction de la Charte des Nations Unies, dont il écrit quasi seul le préambule ("Nous, peuples des Nations Unies, résolus à préserver les générations futures du fléau de la guerre, ...") et le chapitre I (Les buts des Nations Unies). De 1946 à 1957, il sera, à plusieurs reprises, membre de la délégation belge à l’Assemblée générale des Nations Unies.
Il est également brièvement ministre de la Justice en mars 1946 dans un gouvernement socialiste éphémère. De novembre 1947 à novembre 1949, il est élu président du Sénat. Il sera également président de la commission de la justice du Sénat et membre de la commission des affaires étrangères. En 1948, il devient ministre d'État (voir la liste des ministres d'état en Belgique).
Entre 1945 et 1951, il joue un rôle important dans la Question royale, en s'opposant fermement, avec le parti socialiste, au retour au pouvoir du roi Leopold III.
Entre 1949 et 1952, il affirme son soutien à Jean Van Lierde, qui refuse le service militaire, et dont le combat mènera à la reconnaissance du statut d'objecteur de conscience en Belgique.
En 1959, il est délégué de la Belgique à l’Assemblée consultative du Conseil de l’Europe. Il a notamment, avec René Cassin, participé à l'élaboration de la Convention de sauvegarde des droits de l'homme et des libertés fondamentales signée à Rome le 4 novembre 1950. On lui doit la rédaction de l’article 1er de la Convention qui fit de celle-ci un texte comportant non seulement des devoirs pour les États mais encore des droits invocables par les particuliers. La même année, il est élu juge à la Cour européenne des droits de l’homme. De mai 1965 à septembre 1968, il en fut vice-président et de 1968 à 1971, président.
En janvier-février 1960, il joue un rôle clé à la Table ronde belgo-congolaise: alors que le gouvernement belge proposait une autonomie, avec transmission progressive des responsabilités, le front commun congolais voulait l'indépendance totale et immédiate. Rolin considère la chose regrettable mais inéluctable et résume ce qui deviendra l'accord final en une formule devenue célèbre: "La Belgique doit, le 30 juin, remettre toutes les clés et ce sont les Congolais qui décideront de l’usage qu’ils en feront."
Il utilisait le droit comme instrument de combat pour promouvoir les idées qui lui tenaient à cœur, pour défendre des causes où le droit international était bafoué. Il prendra des positions très fermes contre l’annexion de la Mandchourie par le Japon ou les accords de Munich. A la fin de sa vie, il milita contre la guerre au Vietnam, où il estimait la situation des vietnamiens injuste et indigne.
Il dira « j’obéis aujourd’hui à cette nécessité morale à laquelle je ne puis résister : la défense du droit, le droit que je ne sépare pas de la paix, le droit sans lequel rien de durable ne sera établi, le droit qui est ma religion, ma profession, le seul pain dont je veuille me nourrir ».

## Avocat
Henri Rolin est à l'origine du terme juridique erga omnes.
Ci-dessous le résumé de quelques affaires judiciaires dans la carrière de Henri Rolin.

### Affaire Coppée (1921)
Il est reproché aux Coppée, des industriels, d'avoir fourni aux Allemands des explosifs et des machines et ce au-delà des ordres de réquisition. Les poursuites sont interrompues car l'ancien ministre de la guerre et Premier ministre de Broqueville intervient en 1921. Fort de cette situation, les Coppée vont assigner les éditeurs responsables du journal Le Soir (dont Henri Rolin est le conseil) et du Peuple mais également un député socialiste, pour des dommages qui leur auraient été infligés par des articles rédigés, qu'ils vont qualifier de diffamatoires et calomnieux.
À l'ouverture du procès, Rolin veut démontrer que dans la soumission envers les Allemands les plaignants ont été au-devant de leur désir. Il parlera de finalité militaire couverte par cette extension d'activité qui portait sur notamment la fabrication d'explosifs. Sur son reproche envers de Broqueville, cela concerne le fait de minimiser le rôle du charbon et du benzol (qui peut servir pour la fabrication de gaz asphyxiant ou de carburant) dans l'industrie d'armement.
Les Coppée diront qu'ils ont été requis. Rolin leur répondra par un minutieux détail de leurs comptes et de leurs documents commerciaux, en disant qu'ils y ont mis du leur.
Aux Coppée, il reproche d'avoir fourni délibérément au-delà de l'inévitable. Il posera une question choc en disant « qui viendra dire que ces gens ne doivent pas passer en cour d'assises et ne doivent pas payer comme les autres ? ». Alors qu'il plaide, le jeune avocat va déclarer que les chiffres de son confrère Renkin sont faux et demande que l'on retienne de nouvelles charges. Le procès civil sera finalement suspendu et l'instruction pénale sera, elle, rouverte.
Cette affaire se conclut sur un acquittement au pénal en 1924. Au civil par contre le 12 février 1925, il y aura une condamnation à 20 millions de francs.

### Affaire du «complot communiste» (1923)
En 1923, 15 membres du Parti communiste de Belgique sont poursuivis pour participation active à une grève des mineurs déclenchée spontanément et pour des raisons économiques. L’accusation retient également contre eux leur action contre l'occupation de la Ruhr.
La thèse du complot était peu plausible car le Parti communiste ne comptait que 517 membres. 15 militants sont renvoyés devant la Cour d'assises de Bruxelles du 9 au 26 juillet 1923. 16 avocats vont défendre les accusés. Parmi eux, certains sont très réputés et d'autres sont plus jeunes mais pleins de talent ; on retrouve notamment Paul-Henri Spaak, Jules Destrée etc. Rolin assure la défense de Joseph Lesoil : cet homme avait été volontaire de guerre. Après la guerre, Lesoil a été délégué du PCB au congrès de Moscou, et délégué de son parti à la réunion de protestation tenue à Essen contre l'occupation de la Ruhr. Lors du procès, Rolin se démarque à deux reprises très nettement de l'idéologie de son client. Le ministère public est représenté par le procureur général Servais et l'avocat général Cornil. Rolin analyse cette notion de complot d’un point de vue strictement juridique et se demande notamment contre qui ce complot est-t-il dirigé ? Comment les décisions sont-elles prises ? Ni l'acte d'accusation ni le réquisitoire n’en parle. Le procès se termine sur un acquittement général.

### Affaire de la Cour militaire (1923)
Il s'agit de l'accusation d'assassinat commis par un militaire et donc jugé par la Cour militaire de Bruxelles. En 1923, un major d'artillerie suspecte sa femme d'avoir une liaison avec un médecin. Il va écrire une lettre où il parle de sa détermination à tuer son épouse. Lorsque celle-ci rentre chez elle, il lui ordonne d'écrire ses dernières volontés puis il tue sa femme. Paul-Emile Janson va défendre le major et Rolin sera choisi par la famille de la victime, Yvonne Wanderpepen. Dans un contexte d’après-guerre, les militaires sont vus comme des héros, les excuses pourraient être facilement données et particulièrement dans une affaire comme celle-ci, où il s'agit de l'honneur viril de l'homme. De plus, les juges étaient les frères d'armes du major, leur position pouvait prédisposer à un excès de tolérance et qui pouvaient être également guidés par une certaine idée de logique machiste. Rolin sait que les membres de la cour militaire seront prêts à pardonner à un officier qui a souhaité résoudre par le sang ce qu'il tient pour une affaire d'honneur. Face à tous ces éléments, l'avocat s'obstine pour plaider pour l’honneur de la mémoire de la victime sans mettre en cause le droit de juger et d'exécuter que le mari s'est arrogé. Rolin plaide l'absence de toute preuve d'adultère comme si logiquement l’adultère établi aurait donné à l'officier un droit de tuer son épouse. La décision de la cour sera un acquittement pour le major, décision qui va susciter beaucoup de réactions dans l'opinion publique. Henri Rolin ne plaidera plus ce genre de dossier criminel avant longtemps.

### Affaire Mossadegh (1952)
L'affaire Anglo-lranian Oil Co. (Royaume-Uni c. Iran) concernait la nationalisation de l'Anglo-Iranian Oil Company par l'Iran de Mossadegh, contestée par le gouvernement britannique devant la Cour Internationale de Justice (CIJ).
Le gouvernement iranien eut d'abord recours à des avocats français, qui se retirèrent un mois avant les plaidoiries à la suite de pressions du gouvernement britannique. L'Iran se tourna alors vers Henri Rolin, qui axa toute la défense sur le fait que la CIJ n'était pas compétente pour juger l'affaire, car le différent opposait un état et une compagnie privée. Dans son arrêt du 22 juillet 1952, la Cour se déclara incompétente par 9 voix contre 5, conformément aux demandes iraniennes.

### Affaire Barcelona Traction (1962-1970)
Barcelona Traction, Light and Power Company (BTLP) (en) était une entreprise canadienne, qui produisait et fournissait de l’électricité en Espagne. 88% des actions étaient détenues par des belges. Durant la Guerre civile espagnole (1936–1939), le gouvernement espagnol interdit à la BTLP de transférer des devises pour payer les intérêts dus. Après la faillite de la compagnie, le gouvernement belge déposa le 23/9/1958 une première plainte devant la CIJ, puis la retira le 10/4/1961, pour tenter des négociations. À la suite de l’échec des négociations, une nouvelle plainte (en) fut introduite le 19/6/1962 et Henri Rolin fut chargé de défendre les intérêts de la Belgique. L’Espagne exposa que la Belgique n’avait pas d’intérêt légal dans l’affaire, car BTLP était une compagnie canadienne. Le jugement final du 5/2/1970 donna raison à l’Espagne,.

## Professeur à l'Université Libre de Bruxelles
À partir de 1930, il enseigna le droit des gens (droit international public) à l'ULB. Son prédécesseur était Maurice Bourquin. Il devint professeur ordinaire dès 1933 et sera par la suite titulaire de plusieurs cours tous centrés sur le droit international.
Il devient professeur honoraire en 1961.
Dans la gestion de l'université, il sera président de la faculté de droit de 1947 à 1950 et il fera partie du conseil d'administration de l'ULB d'abord comme suppléant à partir de 1946.
Il sera appelé à donner des cours à l'étranger. En 1927 et en 1950, il donne le grand cours à l'académie de droit international de La Haye le cours ne se donnait que pendant une année, en 1927 sur ‘’la pratique des mandats internationaux‘’ et en 1950 sur les ‘’principes de droit international public‘’ Il enseigne également dans les facultés de droit de Paris, de Toulouse et de Strasbourg.

## Centre de droit international de l'ULB
Le centre de droit international a été ouvert en 1964, à l'initiative de Arthur Doucy. Il était alors un centre de recherche à l’Institut de Sociologie de l’ULB. Henri Rolin fut placé à sa tête comme président.  À sa mort, le centre changea sa dénomination pour devenir le ‘’Centre de droit international Henri Rolin‘’. Le centre est exclusivement rattaché à la faculté de droit depuis 2001. Le centre conserve les archives d'Henri Rolin, et gère Le Fonds Henri Rolin, qui a pour mission de prolonger l’enseignement et les idéaux portés par Henri Rolin. Le fonds décerne tous les 3 ans le Prix Henri Rolin, et organise la Chaire Henri Rolin.

## Institut de droit international
L’Institut de droit international fut créé par son oncle, Gustave Rolin-Jaequemyns en 1873 à Gand. La mission de l’institut est de soutenir les efforts visant à éliminer des sociétés les sources de conflit, à codifier le droit international public et à promouvoir les droits de l’Homme.
Il y entra d’abord comme associé en 1924, puis comme membre en 1936, avant de devenir premier vice-président en 1948 et enfin président en 1963.

## Distinctions
- Baron: décerné à la suite de la Première Guerre mondiale. Il refuse de porter ce titre (contrairement à son frère Albéric et son cousin Edouard);

- Grand cordon de l'ordre de Léopold en 1968[15];

- Docteur honoris causa décerné par l’université de Grenoble en 1949;
- A l'Université Libre de Bruxelles, une salle de cours de la faculté de droit se nomme salle Henri Rolin
- Le Boulevard Henri Rolin à Waterloo porte son nom
- Chaire Francqui: invitation de la Fondation Francqui a enseigner à l'Université de Gand.
- Le Prix Henri-Rolin des meilleures observations écrites est décerné chaque année par le Réseau francophone de droit international à l'occasion du Concours de procès simulé en droit international Charles Rousseau.

## Après Henri Rolin
Il participe à un débat à la télévision belge le soir du mercredi 18 avril 1973. Dans la nuit du jeudi au vendredi, il est terrassé par une crise cardiaque alors qu'il faisait un court séjour à Paris. Ses funérailles ont été très simples : pas de musique, pas de discours. Le contraste dans l’énorme foule présente était frappant entre les sénateurs en jaquette d'un côté et des jeunes militants pacifistes en jeans de l'autre. Il est enterré au cimetière d'Ixelles.
Walter Ganshof van der Meersch, Paul Foriers et tant d’autres créèrent l’association « les amis d’Henri Rolin » aujourd’hui dissoute, dont Ganshof fut le président.